# Hampshire (Illinois)
Hampshire es una villa ubicada en el condado de Kane en el estado estadounidense de Illinois. En el Censo de 2010 tenía una población de 5563 habitantes y una densidad poblacional de 239,99 personas por km².

## Geografía
Hampshire se encuentra ubicada en las coordenadas 42°6′57″N 88°30′19″O / 42.11583, -88.50528. Según la Oficina del Censo de los Estados Unidos, Hampshire tiene una superficie total de 23.18 km², de la cual 23.18 km² corresponden a tierra firme y (0%) 0 km² es agua.

## Demografía
Según el censo de 2010, había 5563 personas residiendo en Hampshire. La densidad de población era de 239,99 hab./km². De los 5563 habitantes, Hampshire estaba compuesto por el 93.26% blancos, el 1.37% eran afroamericanos, el 0.16% eran amerindios, el 1.82% eran asiáticos, el 0% eran isleños del Pacífico, el 1.78% eran de otras razas y el 1.62% pertenecían a dos o más razas. Del total de la población el 9.87% eran hispanos o latinos de cualquier raza.